# 社會決定論
環境決定論是用以解釋人類行為、性格、文化、科技或其他事物的其中一種理論，屬物質決定論的一種。認為人類的行為受後天的外在環境的決定，包括其未來的人格與成就，屬於唯物論的觀點，對於之後的行為主義有深遠的影響，有些觀點激進的學者甚至強調人就如同一塊白板，可以寫上任何東西。與之相對的是生物決定論，任何人的行為是由先天的基因或生理條件決定。

## 起源
社會決定論的是概念由社會學家艾彌爾·涂爾幹奠定。埃米爾·塗爾幹強調了社會結構和制度對於個人的行為的重要影響，並提出了一系列理論來說明社會結構和制度對於個人行為之間的關係。

## 背景
社會決定論是決定論的其中一種分支。社會決定論的核心概念是認為所有的事情、環境或是人的行為皆是因為一些已經存在的原因而發生；而決定論與社會決定論的核心概念有些微的差別，決定論認為所有的行為皆是因為一些內在或是外在的原因而出現。

## 相關概念

### 技術決定論
這兩種理論在探討社會和個人行為的形成時，都強調了外部因素的重要性。社會決定論認為社會結構、文化、經濟和政治系統對個人行為和價值觀的影響有著顯著的行為；而技術決定論認為技術的發展和應用會對社會結構和文化等產生深遠影響。兩者的關係便是技術會結構和文化等產生影響，而社會結構和文化等則會影響個人的行為與性格等。

### 行為主義
行為主義是心理學中的一個學派，與精神分析學派和人本主義學派齊名。行為主義的核心概念便是認為只要能夠控制環境就能夠塑造人的心理與行為，而其中行為主義的二個理論給予了他們社會因子決定了一個人或動物的行為，而這兩個理論分別是古典制約與操作制約。這兩個理論充分且明確的在實驗中表現出某一個行為是可以透過給予外界因子而學習到的，而也因為行為主義與社會決定論相同認為社會的因子與環境的狀態可以決定一個人的行為，所以他們倆個基本是一致的理論。

### 服從權威
服從權威是社會心理學中的一個概念，它的核心概念是當人們面對各類的權威時(政府、家長、老師或警察等)，會很容易服從於他們所說的話語，而這個概念被1963年做的米爾格倫實驗進行了驗證。從這個實驗的過程與結果中可以看到當人們受到環境的刺激與社會的壓力後，便可以很輕易的使人們去傷害其他人。
同時，米爾格倫實驗的結果也與社會決定論的論述有類似的概念，人們的行為會被其他的社會因素而影響，甚至被其主導去做一些違反自己內心的事情。